# Jean Bérard
Pour les articles homonymes, voir Jean Bérard (homonymie) et Bérard.
Jean Bérard, de son nom complet Jean Christian Bérard, né le 23 juillet 1917 à Paris 17e et mort le 12 juin 1987, est un acteur et producteur français.

## Biographie
Jean Bérard a tourné quatre films avec Jean Gabin.

## Filmographie
- 1946 : Miroir de Raymond Lamy
- 1955 : Razzia sur la chnouf d'Henri Decoin : Dédé de Montreuil
- 1957 : Le rouge est mis de Gilles Grangier : Raymond le matelot
- 1962 : Le Gentleman d'Epsom de Gilles Grangier : un joueur sur les champs de course

## Théâtre
- 1955 : À bout portant de Jean Bruce, mise en scène Jacques-Henri Duval, Théâtre de la Potinière